# له‌له‌آغاجی
له‌له‌آغاجی (به لاتین: Lələağacı) یک منطقه مسکونی در جمهوری آذربایجان است که در شهرستان زرداب واقع شده است. له‌له‌آغاجی ۵۹۱ نفر جمعیت دارد.